# Christopher Seaman
Christopher Seaman (Faversham, 7 marzo 1942) è un direttore d'orchestra britannico.

## Biografia
Seaman è figlio di Albert Edward Seaman e Ethel Margery Seaman. Fu educato alla Canterbury Cathedral Choir School e alla King's School di Canterbury e in seguito studiò al King's College di Cambridge. Dal 1964 al 1968 è stato timpanista principale della London Philharmonic Orchestra, prima della sua nomina dal 1968 al 1970 come direttore d'orchestra dell'Orchestra Sinfonica Scozzese della BBC (BBC SSO). In seguito è stato direttore principale della BBC SSO, dal 1971 al 1977. Seaman ha anche ricoperto il ruolo di direttore ospite principale e consulente artistico per il corso di direzione presso la Guildhall School of Music and Drama. Ha anche una lunga collaborazione con la National Youth Orchestra of Great Britain.
Negli Stati Uniti, Seaman è stato direttore ospite dell'Orchestra Sinfonica di Baltimora dal 1987 al 1998. Dal 1993 al 2004 è stato direttore musicale della Naples Philharmonic Orchestra, a Naples, in Florida. Nel 1998 Seaman è diventato direttore musicale dell'Orchestra Filarmonica di Rochester, proseguendo fino al 2011 e diventando il direttore d'orchestra più a lungo in carica dell'orchestra. Nell'ottobre 2009 l'orchestra annunciò la conclusione del ruolo di Seaman come direttore con la stagione 2010-2011 e il suo impegno a vita come direttore laureato della RPO. Seaman ha effettuato registrazioni con la Rochester Philharmonic per l'etichetta Harmonia Mundi. Seaman è attualmente anche il consulente artistico della San Antonio Symphony Orchestra, fino alla stagione 2009-2010.
Il suo libro Inside Conducting è stato pubblicato nel 2013.